# Françoise Éléonore Dejean de Manville
Françoise Eléonore Dejean de Manville, comtesse de Sabran, puis marquise de Boufflers, est une dame de la noblesse et une épistolière française qui a connu l'Ancien Régime, la Révolution française, le Premier Empire et la Restauration. Elle est connue pour la correspondance qu'elle a entretenue avec Stanislas de Boufflers, qu'elle a fini par épouser.

## Biographie

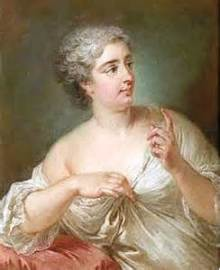
Françoise Éléonore de Boufflers

Françoise Éléonore Dejean de Manville est née à Paris le 3 mars 1749. Elle est la fille de Claude Charles Dejean, seigneur de Manville, fermier général des poudres (1763), et de sa première épouse, Geneviève Éléonore Mignot de Montigny; celle-ci est la fille de Jean François Mignot de Montigny (1686-?), président trésorier de France au bureau des Finances de la généralité de Paris, et de Marie Louise Gaillard et la sœur d'Etienne Mignot de Montigny (1714-1782).
Claude Charles Dejean devient rapidement veuf. Il se remarie avec Victoire de Varanchan (qui décède en décembre 1763).
Eléonore est éduquée par son aïeule maternelle, la présidente de Montigny.
En 1768, elle épouse Joseph de Sabran, comte de Grammont (1702–1775), âgé de 66 ans. Ils ont deux enfants : Delphine de Sabran, qui va devenir comtesse de Custine (1770–1826), et Louis-Elzéar de Sabran, qui va être garde du corps de Louis XVI (1774–1846). Françoise devient veuve en 1775 à 26 ans.
En 1777, le prince de Ligne présente Françoise au chevalier Stanislas de Boufflers (1738–1815). Ce dernier est un homme de lettres brillant et séduisant, et un membre des chevaliers de Malte. Leurs relations prennent d'abord la forme d'une amitié badine.
Ils deviennent amants en mai 1781 et ne s'en cachent pas. Le chevalier ne peut quitter les Hospitaliers sans renoncer à ses bénéfices ecclésiastiques : il choisit donc de continuer une carrière militaire plutôt médiocre au sein des chevaliers. Pendant qu'il séjourne au Sénégal, Françoise entretient avec Boufflers une correspondance qui renseigne abondamment sur la vie au Sénégal au XVIIIe siècle et l'organisation de la colonie.
En 1797, Boufflers n'est plus moine de l'ordre de Saint-Jean de Jérusalem et Françoise finit par l'épouser à Breslau. En raison de la Révolution française, ils ont alors perdu tous deux leur fortune. Ils s'installent à la campagne, près de Paris. Boufflers meurt en 1815.
Françoise meurt à Paris le 27 février 1827 à 77 ans. Son corps se trouve dans la 11e division du cimetière du Père-Lachaise, dans l'enclos Delille, aux côtés de son mari, où il a été transféré en 1846.

## Publications
La correspondance entre Françoise et Boufflers fut d'abord publiée en 1875 sous la direction de Henri Prat et d'Ernest de Magnieu. Une version toute nouvelle fut publiée en deux volumes en 2009 et en 2010, établie par Sue Carrell, avec des notes très complètes visant à donner vie à cette relation. Plusieurs lettres omises dans la première édition y figurent, et les transcriptions ont fait l'objet de nombreuses corrections. Les lettres montrent le mûrissement graduel de leurs relations. Celles de Bouffiers sont parfois trop littéraires, tandis que celles d'Éléonore de Sabran semblent plus spontanées et montrent sa remarquable intelligence mêlée d'ironie.
- Françoise Éléonore de Boufflers et Stanislas-Jean de Boufflers, Correspondance inédite de la comtesse de Sabran et du chevalier de Boufflers : 1778-1788, Paris, E. Plon, 1875, 526 p. (lire en ligne).  — Publiée sous la direction d'Ernest de Magnieu et de Henri Prat.
- Stanislas-Jean de Boufflers et Françoise Éléonore de Boufflers, Le lit bleu : correspondance, 1777-1785 / la comtesse de Sabran et le chevalier de Boufflers, Paris, Tallandier, 2009, 265 p. (ISBN 978-2-84734-492-9).  — Publié sous la direction de Sue Carrell.
- Stanislas-Jean de Boufflers et Françoise Éléonore de Boufflers, La promesse : correspondance, 1786-1787 / la comtesse de Sabran et le chevalier de Boufflers, Paris, Tallandier, 2010, 587 p. (ISBN 978-2-84734-643-5).  — Publié sous la direction de Sue Carrell.